# Франц Йозеф Попп
Франц Йозеф Попп (нім. Franz Josef Popp; 14 січня 1886 року, Відень — 29 липня 1954 року, Штутгарт) — німецько-австрійський інженер автомобілебудування. Один із трьох засновників BMW AG, перший генеральний директор BMW AG (з 1922 по 1942 рр.).

## Біографія
Франц Йозеф Попп народився у Відні 1886 року. У 1901 році його сім'я переїхала до Брно, де він закінчив навчання у місцевій гімназії. Він продовжив навчатись машинобудуванню та електротехніці в місцевому технічному коледжі. Кваліфікацію інженера здобув у 1909 році. Повернувшись до Відня, Франц Йозеф Попп приєднався до віденської компанії AEG -Union і працював інженером-електриком. Незабаром він став начальником відділу «Електрички та локомотиви». На початку Першої світової війни Попп приєднався до австро-угорських імператорських авіаційних військ морським інженером на базі в Адріатичному морі (в сучасній Хорватії). Тут він почав проходити військову службу як доброволець. Однак через три тижні йому було наказано повернутися до Відня для нагляду за будівництвом виробництва авіаційних двигунів, спочатку в AEG, а потім на заводі Austro-Daimler у Вінер-Нойштадті. Попп їздив до Німеччини кілька разів перевіряти найбільші виробники авіаційних двигунів. Він вивчав можливості виробництва за ліцензією німецьких прототипів на заводах Austro-Daimler. Austro-Daimler продовжили розробку власного нового 12-циліндрового авіаційного двигуна для австрійського флоту, хоча для виробництва цього двигуна було недостатньо потужностей. Потрібно було знайти виробниче приміщення, яке мало б змогу виготовляти двигун в обсягах, необхідних військовій владі. У Мюнхені Попп познайомився з роботою Rapp Motorenwerke. Ця компанія мала необхідну кваліфіковану робочу силу та виробничі потужності для виробництва авіаційних двигунів, але їй бракувало конкурентоспроможного продукту, оскільки її двигуни не мали успіху, як авіаційні двигуни. У 1916 році він був відправлений до Мюнхена як представник австрійського флоту для нагляду за виробництвом за ліцензією на Rapp Motorrenwerke. Однак Поппа турбували незадовільні рішення та цілі, встановлені технічними та комерційними менеджерами. Він занепокоївся тим, що обсяги, визначені контрактом, не будуть виконуватися. Попп фактично почав виконувати роль керівника заводу. Він розумів, що Rapp Motorenwerke дуже потребував головного інженера з новими ідеями щодо виготовлення авіаційних двигунів.

## Генеральний директор
Франц Йозеф Попп був призначений керуючим директором компанії, а назва компанії була змінена з Rapp Motorenwerke на BMW|Bayerische Motoren Werke GmbH. Кілька різних кандидатів були висунуті як «засновники» BMW AG. За відсутності Карла Раппа, Густава Отто, Макса Фріза чи Камілло Кастільоні компанія ніколи б не народилася. Однак Франц Йозеф Попп є головною силою в розвитку компанії з мобільності. Він був «генеральним директором» компанії з моменту її заснування до 1942 року. Наприкінці Першої світової війни Попп відповідав за перехід молодої компанії з виробництва авіаційних двигунів на мирний час. У 1919 році завод розпочав виробництво гальм для Баварської залізниці. У 1922 році Попп відповідав за передачу найважливіших патентів, машин та персоналу для виробництва двигунів «Bayerische Flugzeugwerke AG» разом із назвою компанії "Bayerische Motoren Werke AG ". У цій справі йому допоміг австрійський фінансист Камілло Кастільоні.

## Нові сфери бізнесу
Підйом BMW до однієї з найбільших промислових компаній Баварії та Німеччини розпочався в 1922 році під керівництвом Поппа. Асортимент продукції BMW AG був розширений, і незабаром він вийшов за межі двигунів для авіабудування, включаючи мотоцикли, оскільки ширші верстви населення отримали доступ до моторизованого транспорту. Це була область, якій Попп приділяв значну увагу. Під його головуванням BMW AG ще більше розширив свій асортимент продукції та ноу-хау в 1928 році, придбавши завод з виробництва автомобілів Fahrzeugfabrik Eisenach. На дорогах появились автомобілі марки BMW. У 1928 році Попп уклав ліцензійну угоду з американською компанією Pratt & Whitney, дозволяючи BMW виробляти радіальні двигуни з повітряним охолодженням. BMW мала доступ до ключових ноу-хау в галузі авіабудування з великим майбутнім. Досвід дозволив BMW розробляти радіальні двигуни з повітряним охолодженням під власною парою. Будівництво заводу авіаційних двигунів BMW в Аллаху (1935), розширення виробничих потужностей в Айзенаху (1937) та придбання Бранденбурзького моторного заводу (Брамо) в Берліні-Шпандау дали змогу BMW розширити потужності з виробництва авіаційних двигунів під керівництвом Поппа. Після придбання Bramo в 1939 році BMW користувалася монополією на виробництво повітряних двигунів з повітряним охолодженням у Німеччині. Це зробило BMW ключовою стратегічною компанією для німецької авіаційної галузі, оскільки Третій Рейх переозброювався. Попп скептично ставився до швидкого розширення та перенаправлення компанії з метою озброєння Німеччини для підготовки до війни.

## Політичне втручання
Попп приєднався до нацистської партії 1 травня 1933 року під тиском Вагнера, глави адміністративного округу Баварії. У лютому 1936 року лідер місцевої групи Націонал-соціалістичної партії розпочав процедуру виключення Поппа з партії. Це базувалося на звинуваченнях, що, незважаючи на попередження, Попп продовжував дозволяти лікувати свою сім'ю єврейському сімейному лікарю. Після офіційного «попередження» Мюнхенського партійного суду Попп зупинив справу, щоб запобігти ескалації питання та загрозі його позиції голови правління BMW AG. Скептицизм Поппа щодо переходу фокусу виробництва в BMW на виробництво авіаційних двигунів базувався на його думці, що це забезпечить односторонню орієнтацію групи, зосередивши свою діяльність на озброєнні в рамках підготовки до війни. Хоча ця сфера була фінансово вигідною, це означало б, що група сильно залежала від рішень, прийнятих націонал-соціалістичним режимом. У червні 1940 року він звернувся до голови спостережної ради Еміля Георга фон Штауса, пояснивши, що ситуація може «загрожувати самому існуванню BMW AG, якщо буде якийсь спад у виробництві авіаційних двигунів». Стратегічно важлива позиція BMW щодо повітряного озброєння призвела б до збільшення обсягів специфікацій та посилення втручання з боку політичних та військових установ.

## Напружений клімат
Війна тривала, і зростаючий дефіцит робочої сили та сировини у поєднанні з непрозорою політикою закупівель міністерства повітряного рейхуспричинили напруження у стосунках. Генеральний авіаційний керівник звинуватив його у саботажі. Стиль управління Поппом привів до напруги в Правлінні BMW до суперечок з міністерством, Наглядова рада намагалася вирішити конфлікти, надавши Поппу відпустку в січні 1942 року. Щоб запобігти публічним спекуляціям щодо зміни керівництва, Попп був уведений до Наглядової ради, але більше не міг впливати на повсякденне функціонування компанії. Після закінчення війни в травні 1945 року Попп був призначений Наглядовою радою до Правління. Через місяць союзники заарештували його за присвоєне йому звання військово-економічного керівника в ході війни. Під час процесу денацифікації він був визначений «номінальним членом нацистської партії» і, нарешті, після апеляції був класифікований як «незаплямований». Потім Франц Йозеф Попп ще раз спробував приєднатися до Правління Bayerische Motoren Werke. Однак його спроби були невдалими, і переїзд до Штутгарта означав кінець цих амбіцій. Попп помер там 29 липня 1954 року.